# Lamento por Ying
Lamento por Ying (chino: 哀 郢, pinyin: Āi Yǐng) es un poema que a veces se ha atribuido al poeta chino Qu Yuan y que data de alrededor del 278 a. C. Pertenece a la sección "Nueve declaraciones" de la antología de poesía Elegías de Chu, compilada en la antigua China. El Ying en el título es un topónimo (nombre del lugar en el que existió una ciudad). La palabra Ai implica un lamento posterior a la destrucción de esta ciudad. Ying era famosa por ser la capital del reino de Chu, la patria del poeta Qu Yuan.

## Antecedentes
Según la tradición, Qu Yuan, un patriota del estado de Chu, su país de origen, escribió la obra con angustia cuando el general Qin Bai Qi marchó con sus tropas sobre la ciudad de Ying, capital de Chu (situada en la actual provincia de Hubei), amenazando con invadirla. Ante el peligro inminente que enfrentaba su tierra natal, se llenó de furia y dolor. El poema expresa su profunda preocupación por el destino de su país, su compasión por el pueblo de Chu y su enojo por el gobernante autoindulgente del país que permitió que esta tragedia les sucediera.
La ciudad antigua de Ying (Chu) también llamada Jinancheng fue una ciudad capital situada en la actual provincia de Hubei que existió durante los períodos de Primaveras y otoños y Reinos combatientes de la historia antigua de China. El poema Lamento por Ying expresa el dolor del poeta ante la destrucción de la ciudad invadida.

## Poema
El poema comienza con una pregunta sobre el destino del emperador, para cuestionar su actitud. Cómo sus acciones afectan a las personas que viven en la ciudad natal del poeta. El exilio del emperador cuando abandona la ciudad y desaparece. Cómo la vida continúa y se pregunta si el emperador sabía lo que estaba haciendo al abandonar la ciudad. La ciudad, capital de Chu, acaba estando de luto. El poeta expresa sus sentimientos de desolación ante la situación.